# Draginja Nadażdin
Draginja Nadażdin (ur. 23 lipca 1975 w Mostarze jako Draginja Nadaždin) – serbsko-polska działaczka praw człowieka, dyrektorka Amnesty International Polska (2007–2021).

## Życiorys
Draginja Nadażdin urodziła się w rodzinie serbskiej w Mostarze w dzisiejszej Bośni i Hercegowinie. Ze względu na wybuch wojny w 1992, mając 17 lat, musiała opuścić Mostar. Przez dwa lata mieszkała w Belgradzie. W 1994 otrzymała stypendium na studia w Polsce. Ukończyła naukę w Instytucie Etnologii i Antropologii Kulturowej Uniwersytetu Warszawskiego. Kształciła się także w Szkole Praw Człowieka Helsińskiej Fundacji Praw Człowieka oraz Leadership Academy for Poland. Pisała doktorat o ustawach o obywatelstwach w państwach byłej Jugosławii w Szkole Nauk Społecznych Polskiej Akademii Nauk.
Pracowała m.in. w Polskiej Akcji Humanitarnej. W 2007 została dyrektorką Amnesty International Polska; w 2015 weszła w skład Regionalnej Grupy nadzorującej działania AI w Europie. Pracę na stanowisku dyrektorki AI Polska zakończyła we wrześniu 2021. W latach 2013–2016 członkini Rady Programowej Narodowej Galerii Zachęta. Członkini Rady Społecznej przy Rzeczniku Praw Obywatelskich oraz Zarządu Ogólnopolskiej Federacji Organizacji Pozarządowych (2019). Od 2021 dyrektorka Biura w Polsce Lekarzy bez Granic.
Z mężem Maciejem Niedźwieckim ma córkę.

## Odznaczenia
8 września 2014 „za zasługi w działalności na rzecz rozwoju społeczeństwa obywatelskiego w Polsce, za osiągnięcia w podejmowanej z pożytkiem dla kraju pracy zawodowej i społecznej” została odznaczona Złotym Krzyżem Zasługi.
15 lipca 2021 wyróżniona przez rzecznika praw obywatelskich Adama Bodnara odznaką honorową „Za Zasługi dla Ochrony Praw Człowieka”.

## Publikacje książkowe
- Draginja Nadażdin, Maciej Niedźwiecki: Czarnogóra : fiord na Adriatyku. Wyd. 6. Gliwice: Wydawnictwo Helion, 2014, s. 367. ISBN 978-83-246-8516-5.

Tłumaczenia
- Przemysław Fenrych: Društvena komunikacija u demokratskoj državì, komunikacija u civilnom društvu, sporazumevanje u civilnom društvu. Draginja Nadaždin, Maciej Niedźwiecki (tłum.). Warszawa: Fundacja Rozwoju Demokracji Lokalnej, 2000, s. 91. ISBN 83-88750-40-2. (serb.).
- Przemysław Fenrych: Organizacija administracije i principi funkcionisanja organa lokalne samouprave u Poljskoj. Draginja Nadaždin, Maciej Niedźwiecki (tłum.). Warszawa: Fundacja Rozwoju Demokracji Lokalnej, 2000, s. 82. ISBN 83-88750-45-3. (serb.).